# Machaeropsis nervosa
Machaeropsis nervosa är en insektsart som först beskrevs av Victor Lallemand 1936.  Machaeropsis nervosa ingår i släktet Machaeropsis och familjen Machaerotidae. Inga underarter finns listade i Catalogue of Life.